# Medora (Manitoba)
Pour les articles homonymes, voir Medora.
Medora est une communauté non incorporée du Manitoba située dans l'Ouest de la province et faisant partie de la municipalité rurale de Brenda.

## Référence
- Profil de la municipalité de Brenda - Statistiques Canada
- (en) Profil de la communauté